# Liste der Bürgermeister von Worms
Die Liste der Bürgermeister von Worms enthält alle Bürgermeister bzw. Oberbürgermeister der Stadt Worms seit der Eingliederung zunächst im Herbst 1792 in die Mainzer Republik und dann im Frühjahr 1793 in die Französische Republik.

## Geschichte
Seit dem frühen zwölften Jahrhundert sind für die damals noch unter bischöflicher Herrschaft stehende Stadt Ratsgremien nachweisbar. Diese entwickelten sich im folgenden Jahrhundert zu einem Stadtrat, der von zwei 1220 erstmals erwähnten Bürgermeistern geleitet wurde. In den folgenden drei Jahrhunderten befreiten sich die Bürger – auch auf kriegerischem Wege – immer weiter von der bischöflichen Herrschaft, bis mit der Rachtung von 1522 eine Lösung gefunden wurde, die bis 1792 Gültigkeit hatte: Die Stadt wurde von zwei Ratsgremien geleitet (Dreizehner-Rat und Gemeiner Rat), die unter der Leitung des Stättmeisters standen, der auch die Amtsgeschäfte führte. Da seine Mitglieder auf Lebenszeit gewählt waren, hatte der Dreizehner-Rat von beiden Gremien die Hauptbedeutung.
Mit der ersten französischen Besetzung 1792 wurde der Dreizehner-Rat durch eine eingesetzte Munizipalität abgelöst, deren Vorsitzender die Stadt leitete. Durch das wechselnde Kriegsglück im Ersten Koalitionskrieg konnte der Dreizehner-Rat seine Position zwar noch mehrfach zurückgewinnen, ab 1798 wurde er aber endgültig in der Leitung der Stadt durch die Munizipalität abgelöst.
Die Amtsbezeichnung der Bürgermeister in den folgenden Jahren variierte. Von 1792 bis 1801 gab es keinen eigentlichen Bürgermeister, seine Aufgabe wurde vom Vorsitzenden der Munizipalität übernommen. Ab 1801 amtete ein vom Präfekten des Département du Mont-Tonnerre eingesetzter Maire. Ab 1816 lautete die Amtsbezeichnung wieder Bürgermeister, der jetzt von der großherzoglich-hessischen Regierung benannt wurde. Mit der Einführung der großherzoglich-hessischen Gemeindeordnung 1821 wurde der Bürgermeister zum Wahlbeamten, die erste Wahl wurde 1822 durchgeführt. Seit 1888 trägt der Wormser Bürgermeister die Bezeichnung Oberbürgermeister.
Bis einschließlich 1874 war das Bürgermeisteramt ein Ehrenamt; danach waren die Amtsträger mit wenigen Ausnahmen direkt nach dem Zweiten Weltkrieg im Hauptamt tätig.

## Bürgermeister und Oberbürgermeister
| Bild                     | Bürgermeister                 | Partei    | Amtszeit                                                     |
| ------------------------ | ----------------------------- | --------- | ------------------------------------------------------------ |
|                          | Konrad von Winkelmann         |           | 1792–1793                                                    |
|                          | Dreizehner-Rat                |           | 1793–1795                                                    |
|                          | Daniel Friedrich Kremer       |           | 1795–1798 (mehrfach unterbrochen durch wechselnde Besatzung) |
|                          | Sebastian Bruch               |           | 1798–1800                                                    |
|                          | Georg Strauß                  |           | 1801–1804                                                    |
|                          | Jakob Pistorius               |           | 1804–1813                                                    |
| Peter Joseph Valckenberg | Peter Joseph Valckenberg      |           | 1813–1837                                                    |
|                          | Georg Friedrich Renz          |           | 1837–1848                                                    |
|                          | Ferdinand Eberstadt           |           | 1849–1852                                                    |
|                          | Franz Euler                   |           | 1852–1856                                                    |
|                          | Adam Joseph Betz              |           | 1856–1860                                                    |
|                          | Alexander Heinrich Neidhart   |           | 1860–1861                                                    |
|                          | Heinrich Brück                |           | 1861–1874                                                    |
|                          | Friedrich Heimburg            |           | 1874–1882                                                    |
| Wilhelm Küchler          | Wilhelm Küchler               |           | 1882–1898                                                    |
|                          | Heinrich Köhler               | DVP       | 1898–1924                                                    |
|                          | Wilhelm Rahn                  | DVP       | 1924–1933                                                    |
| Otto Schwebel            | Otto Schwebel                 | NSDAP     | 1933–1934 (kommissarisch)                                    |
|                          | Gustav Adolf Körbel           | NSDAP     | 1934 (kommissarisch)                                         |
|                          | Heinrich Bartholomäus         | NSDAP     | 1934–1945                                                    |
|                          | Ludwig von Heyl zu Herrnsheim | DVP       | 1945 (kommissarisch)                                         |
|                          | Ernst Kilb                    | SPD       | 1945–1946                                                    |
|                          | Christian Eckert              | parteilos | 1946–1949                                                    |
|                          | Heinrich Völker               | SPD       | 1949–1967                                                    |
|                          | Günter Kuhfuß                 | SPD       | 1967–1977                                                    |
|                          | Wilhelm Neuß                  | CDU       | 1977–1987                                                    |
|                          | Gernot Fischer                | SPD       | 1987–2003                                                    |
| Michael Kissel           | Michael Kissel                | SPD       | 2003–2019                                                    |
| Adolf Kessel             | Adolf Kessel                  | CDU       | seit 2019                                                    |